# Histoire des Juifs à Żelechów
Les Juifs constituent une partie importante de la population de Żelechów, depuis le début du XIXe siècle. À la fin du XIXe siècle, ils représentent plus de 70 % de la population et dominent l'économie de la ville, ce qui entraine des frictions avec les commerçants et artisans chrétiens.  
Au début de la Seconde Guerre mondiale, la communauté juive compte près de 5 500 membres. Enfermés à l'intérieur d'un ghetto, dans lequel vont s'entasser aussi de nombreux réfugiés d'autres villes polonaises, les Juifs vont mourir par centaines de faim et de maladie. Le 30 septembre 1942 le ghetto est liquidé. 800 Juifs sont abattus sur place, tandis que les milliers d'autres sont transportés par train jusqu'au camp d'extermination de Treblinka où ils sont immédiatement gazés.
Żelechów est une ville polonaise de la powiat de Garwolin de la voïvodie de Mazovie dans le centre-est de la Pologne, à une centaine de kilomètres au sud-est de Varsovie. Elle compte actuellement environ 4 000 habitants. 

## Histoire de la communauté juive

### DuXVesiecle à l'occupation russe
L'installation des Juifs à Żelechów remonte au XVe siècle, quand le domaine de Żelechów appartenait à la famille Ciołek. Chaque nouvelle famille juive signe un contrat avec le propriétaire terrien et paye une taxe pour obtenir le droit de s'installer en ville. Elle doit en plus payer une redevance au prêtre de la paroisse locale. La ville est épargnée par les pogroms de 1648-1649 perpétrés par les Cosaques conduits par Bogdan Khmelnitski et sert d'asile aux réfugiés juifs des villes avoisinantes, contribuant à la croissance de la communauté.  À partir de cette période, la population juive va s'accroitre régulièrement et bâtira au XVIIIe siècle sa première synagogue. Vers la même époque, sont fondées les premières organisations juives: l'Association pour la récitation des Psaumes et l'Union des tailleurs juifs. Le mouvement hassidique est très influent dans la ville.  
Vers la fin du XVIIIe siècle, les Juifs représentent 70 pour cent de la population totale de la ville. Ils sont principalement impliqués dans le commerce, l'artisanat, le transport et les auberges.

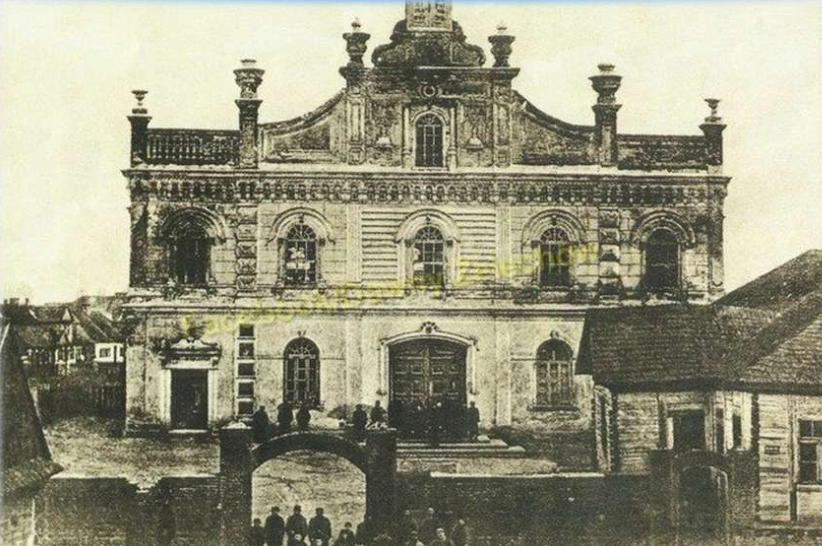
La synagogue en briques

Au XIXe siècle, les Juifs de Żelechów en plus de leur synagogue en bois, possèdent un mikvé, un hôpital, une école et un cimetière. Leur population continue d'augmenter et leur activité va se diversifier. Ils possèdent plusieurs entreprises industrielles, comme une confiserie, une menuiserie, une brasserie, une distillerie et une usine d'embouteillage d'eau gazeuse. La plupart des Juifs vivent au centre de la ville et à la fin du siècle une synagogue en briques est construite. Żelechów est alors considérée comme une ville juive. Les Juifs dominent grandement l'économie. 
Après l'échec de l'insurrection nationaliste polonaise de 1794, supportée par certains membres de la communauté juive, et l'incorporation totale d'une grande partie de la Pologne dans l'Empire russe, la communauté juive de  Żelechów va vivre une période de prospérité en harmonie avec ses voisins non-juifs.  

### De l'occupation russe à laPremière Guerre mondiale
L'occupation russe stimule l'économie locale, car de nombreux soldats stationnent en garnison dans la région. Żelechów devient un centre reconnu pour son cuir et la fabrique de chaussures et de bottes par les artisans juifs. Les sociétés de construction juives construisent les bâtiments pour l'armée russe.
À la fin du XIXe siècle, Żelechów compte près de 5 000 Juifs pour 2 200 non-juifs et la défiance entre Polonais et Juifs grandit. Pour concurrencer plus efficacement les commerçants juifs, les Polonais créent une coopérative chrétienne. 
Au début du XXe siècle, apparait à Żelechów le premier groupe sioniste avec l'ouverture de cercles d'étude de l'hébreu et le début de la collecte de fonds pour le Fonds national juif. Le premier parti sioniste qui s'établit en ville est le Po`alei Ziyyon. À la même époque est fondée une branche du Bund. Après la révolution avortée de 1905, les mouvements politiques se désintègrent en raison des persécutions politiques. En 1912, les Juifs de Żelechów ouvrent une bibliothèque communale juive, qui est fermée par les autorités. 
L'activisme reprend pendant la Première Guerre mondiale avec l'occupation de la ville par l'armée allemande. En 1915 sont ouvertes à Żelechów des branches des partis Mizrahi (sionistes religieux) et Agudat Yisra'el (judaïsme orthodoxe).  Pendant la guerre, la situation économique des habitants de Żelechów se détériore, et plus particulièrement celle des Juifs. Les nombreux réfugiés augmentent la pression. Quelques Juifs sont suspectés d'être des espions au profit de l'Allemagne et sont arrêtés par les autorités russes et beaucoup d'autres quittent la ville volontairement pour se réfugier à l'intérieur de la Russie. Même après la conquête de Żelechów par les Allemands, la situation économique continue à se détériorer et la ville souffre d'un manque cruel de produits de première nécessité comme la nourriture ou le fioul. Le nombre de Juifs diminue pendant cette période.  
La période révolutionnaire ne provoque pas d'antisémitisme ni de pogrom à Żelechów, à la différence de ce qui se passe dans beaucoup d'autres villes. Les propriétaires polonais d'ateliers de cordonnerie essayent de monter leurs ouvriers juifs et polonais les uns contre les autres, mais sans grand succès. À environ six miles russes (soit 45 km) de Żelechów, à Siedlce, les soldats tsaristes réussissent à organiser un pogrom contre les Juifs, qui en grande partie vont chercher alors refuge à Żelechów.  

### La période de l'entre-deux-guerres
Dans la période de l'entre-deux-guerres, et plus particulièrement dans les années 1930, un tiers des conseillers municipaux de la ville est juif. Les Juifs ont de plus en plus envie de s'engager dans la vie politique. Une imprimerie est fondée par Mr Goldberg. Mais Żelechów, n'est pas épargnée par les campagnes antisémites qui s'intensifient. Les membres d'Endecja (Démocratie nationale) incitent les paysans polonais contre les Juifs, conduisant fréquemment à des menaces et des attaques verbales et physiques contre les commerçants juifs du marché de Żelechów. 
Au début de l'après-guerre, le Joint Distribution Committee fournit de l'assistance aux Juifs nécessiteux, qui sont aussi aidés par leur famille ayant émigré à l'étranger. En 1926, une association des marchands juifs est créée, et une année plus tard une coopérative de crédit est fondée, offrant des prêts à faible intérêt aux marchands et artisans. À ses débuts la coopérative a 200 membres et leur nombre va croitre progressivement. Au début des années 1930, la coopérative se transforme en une société de prêt gratuit. Les organisations de secours de la communauté aident les plus pauvres de ses membres en fournissant nourriture et chauffage. Les associations Bikkour Holim et Linat tsedek aident les malades et leur famille.  
La vie sociale et culturelle des Juifs de Żelechów se développe dans la période de l'entre-deux-guerres, malgré la détérioration des conditions économiques. Les mouvements sionistes augmentent leur influence. Les sionistes généraux, les mouvements Mizrahi et Po`alei Ziyyon, très actifs pendant la guerre, sont rejoints par de nouveaux courants, sionistes et non-sionistes. On trouve une branche des sionistes révisionnistes (fondée en 1927), une section du mouvement de jeunes Betar (de 1929). En 1928, sont créées une branche de HeHalutz et une unité préparant l'immigration vers la Terre d'Israël. La section de l'Hachomer Hatzaïr joue un rôle clé dans l'activisme sioniste de la ville. Un an après sa fondation, une scission entraine une partie de ses membres à créer l'Hachomer Ha-Leumi qui jouera aussi un rôle important à Żelechów en tant qu'organisation sioniste de jeunes. En 1930 est établi une branche de Tzeirei Ha’Mizrachi.
Durant cette période, les partis sionistes constituent la première force politique parmi la communauté juive de Żelechów, et sont à l'initiative de la majorité de l'aide sociale et des projets culturels. En dehors des mouvements sionistes, l'Agudat Yisra'el établit une école Beit Yaakov, fréquentée par 150 filles. Le Bund avec ses nombreux membres gère le Forvarts une organisation culturelle. Vers la fin des années 1920, le mouvement Folkiste devient actif à Żelechów. On retrouve aussi beaucoup de Juifs chez les communistes, même si le parti est illégal et plusieurs de ses membres sont emprisonnés en raison de leurs activités. 
Les Juifs participent aussi au conseil municipal où ils ont traditionnellement un tiers des mandats. 
En 1939, on compte plus de 5 800 Juifs sur une population totale de 8 500 habitants. 

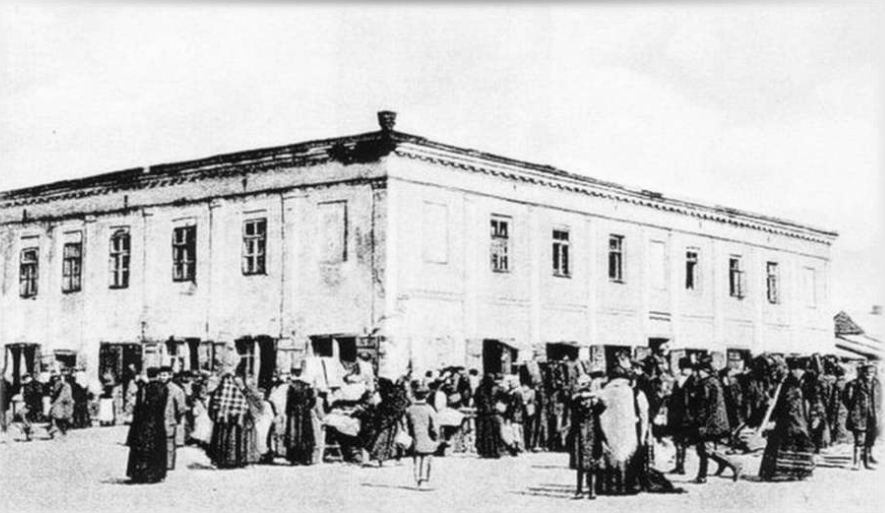
La place du marché de Żelechów
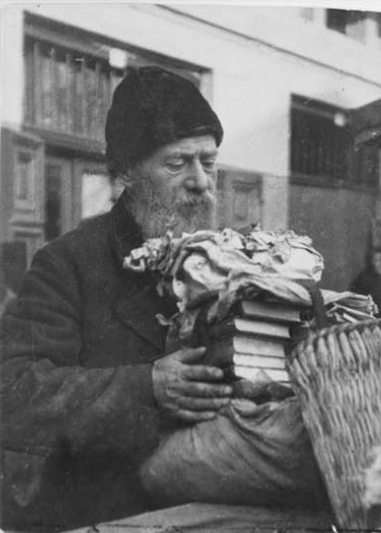
Un marchand juif sur la place du marché
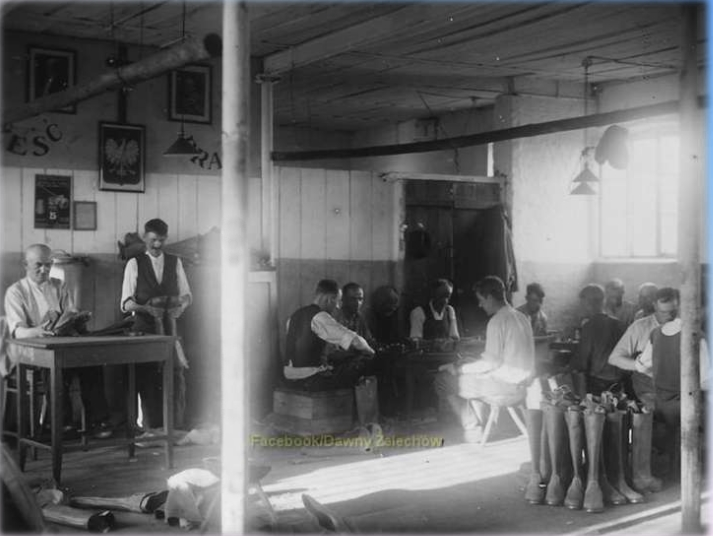
Un atelier de cordonnerie
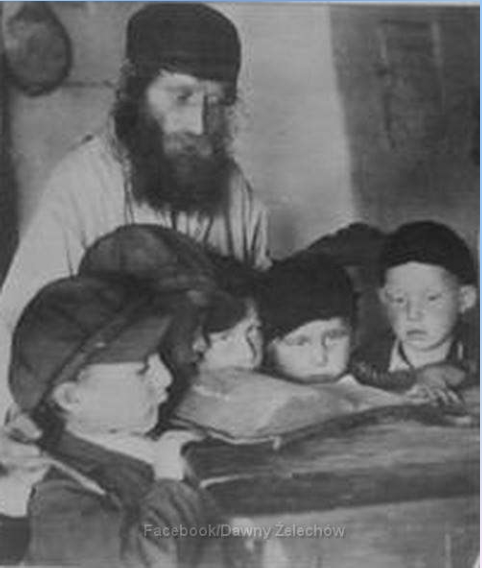
Un Heder (école élémentaire juive

### LaSeconde Guerre mondialeet l'anéantissement de la communauté
Dès le début de la Seconde Guerre mondiale, le 12 septembre 1939, Żelechów est occupée par la division blindée allemande du général Werner Kempf,,.  Deux jours plus tard, les Allemands mettent le feu à la synagogue. Dans l'incendie, périt Hayyim Palhendler, qui avant la guerre était membre du conseil municipal. Les Allemands rassemblent un groupe de Juifs qu'ils envoient à Ostrów Mazowiecka, en abattant plusieurs en chemin. Mais à la suite de différends frontaliers entre l'URSS et le Troisième Reich allemand, les troupes allemandes se retirent de la ville pendant quelques jours. Des bandes antisémites de Polonais en profitent pour piller les maisons des Juifs. Des déserteurs polonais qui se cachaient dans les forêts avoisinantes enlèvent le rabbin de Żelechów, Isaac Dawid ha-Kohen Ferzischer, et ne le libèrent que contre paiement d'une rançon.
Le 4 octobre 1939, dès que la frontière à l'est de la Pologne est définie, les Allemands reviennent à Żelechów. Les déportés d'Ostrow- Mazowiecka sont autorisés à revenir. 
En novembre 1939, les Allemands établissent un Judenrat dirigé initialement par Israel-Mordecai Engel, puis par Shalom Finkelstein, avec ses deux adjoints Velvel Shpringer et Moses Weislander. Le Judenrat est assez représentatif de la communauté juive, avec parmi ses responsables des membres des partis sionistes, des associations de commerçants et d'artisans, des Hassidim, et un communiste. Dès la mise en place du Judenrat, les Allemands imposent aux Juifs de Żelechów une contribution de 100 000 zlotys.
En novembre 1939, plusieurs centaines de réfugiés arrivent à Żelechów des villes de Uchacze, Sobolew, Garwolin, Dęblin-Irena, Kalisz et Luslawice, ainsi que des villages de la région. Ce même mois, un ancien soldat polonais tue un allemand un jour de marché. Immédiatement les Allemands rassemblent plusieurs centaines de Juifs pour les fusiller en représailles. Ceux-ci sont sauvés in-extremis par l'intervention en leur faveur du prêtre et l'arrestation du coupable. À la même date, les Juifs sont obligés de porter un brassard avec une étoile de David. En décembre 1939, le Judenrat reçoit l'ordre de fournir des ouvriers pour des travaux forcés. Un premier contingent d'environ 150 hommes est envoyé à Jarczew et aussi en Allemagne. En 1941, la demande augmente, et des groupes d'une centaines d'hommes sont envoyés régulièrement dans un camp de travaux forcés situé à Wilga, près de Garwolin, où ils sont employés à drainer la Vistule. 
Pendant l'été 1940, les maisons des Juifs de Żelechów sont confisquées, et ils doivent dorénavant payer un loyer pour continuer à habiter dans leur maison. De même leurs magasins, leurs entreprises sont confisqués et placés en dépôt chez un superviseur pour le compte du gouvernement allemand. En juillet et août 1940, une nouvelle vague d'environ 1 200 réfugiés arrive à Żelechów en provenance principalement de Varsovie et de Maciejowice.
En octobre 1940, les Allemands créent un ghetto ouvert dans lequel s'entassent environ 10 000 Juifs. Beaucoup d'entre eux viennent d'autres villes polonaises, d'Uchacze, de Sobolew, de Kalisz, de Lusławice et surtout de Garwolin, gravement endommagée par les bombardements et que les Allemands déclarent être Judenfrei (exempte de Juifs). Au printemps 1941, une épidémie de typhus se déclare dans le ghetto. Le Judenrat obtient des Allemands l'autorisation d'installer un hôpital et un bain public. Avec l'aide de la ZZS (Zydowska Samapomoc Spolczna – Assistance sociale juive) de Cracovie et de la JUS (Judische Unterstutzungsstelle – Centre de soutien juif) , une cantine publique fonctionne dans le ghetto pour les nécessiteux. De l'argent en provenance du Joint Distribution Committee permet d'acheter des habits à de nombreux réfugiés. 

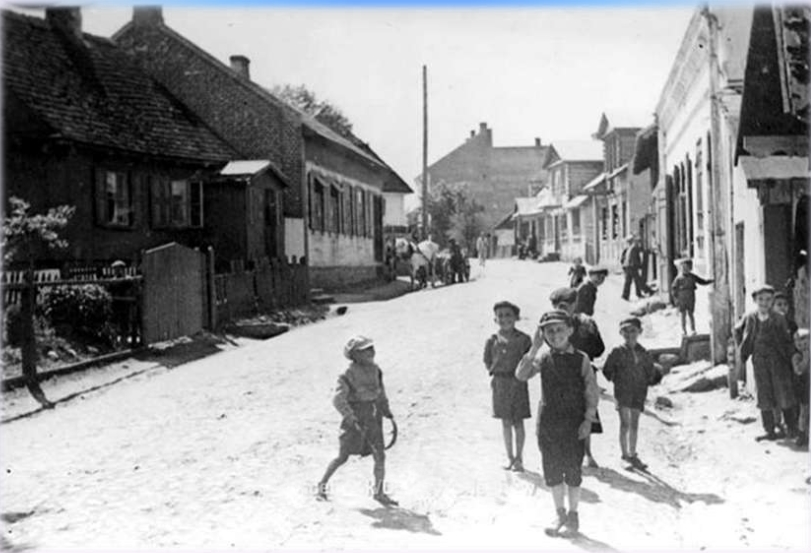
L'extrémité est du ghetto – la rue Senatorska
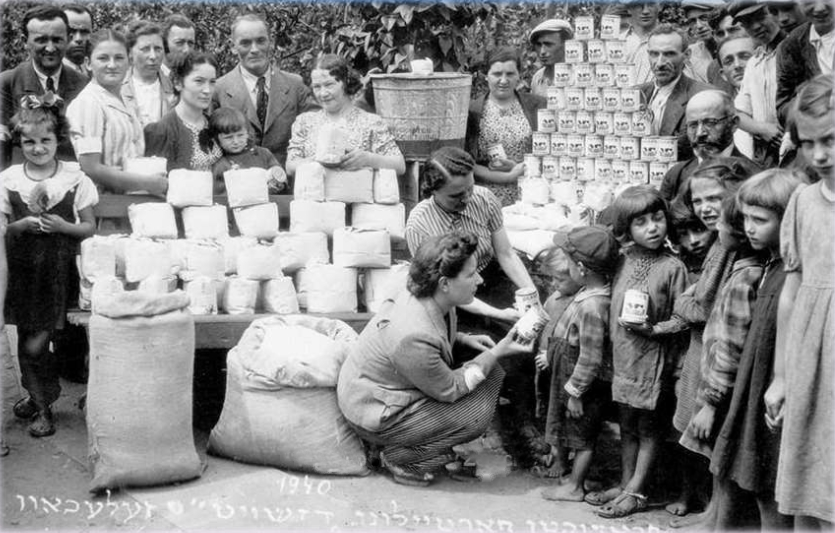
Distribution de nourriture dans le ghetto par l'Organisation sociale juive
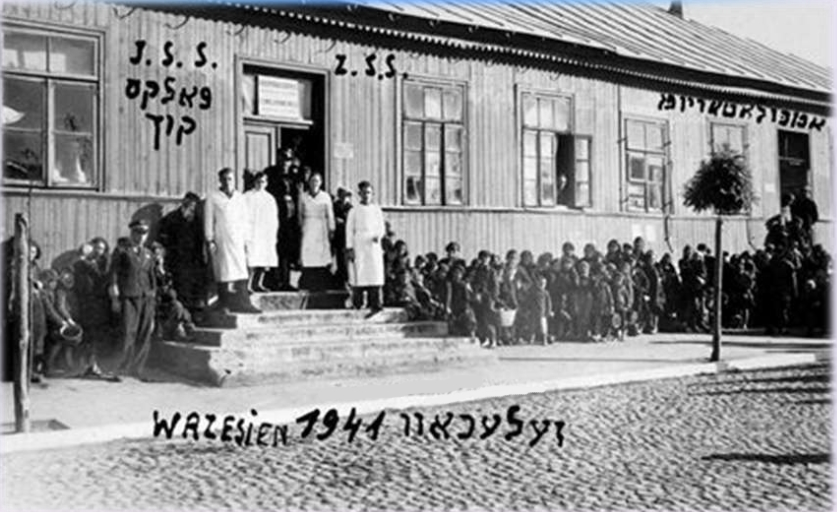
Le bâtiment de la cantine de l'Organisation sociale juive

En juin 1941, quatre jeunes Juifs sont arrêtés en train de passer en contrebande du sucre dans le ghetto. Ils sont condamnés à mort. Un cinquième est abattu alors qu'il tentait d'échanger un manteau de fourrure contre de la nourriture auprès de fermiers locaux. À la suite de cela, les Allemands imposent une amende de 10 000 zlotys aux Juifs.  
Dès le déclenchement de la guerre germano-soviétique, en juin 1941, il est interdit aux Juifs de quitter le ghetto. Vers la fin de l'année 1941, le nombre d'habitants du ghetto est passé à 13 000 environ, ce qui rend les conditions de vie très difficiles. 
En décembre 1941, un autre meurtre a lieu dans le ghetto. Trois Juifs, Masha Sharfhertz, actif dans un groupe impliqué dans l'éducation des jeunes, un membre de la police juive et un commerçant juif sont arrêtés et pendus sur la place du marché à titre d'exemple.  
Fin 1941, un camp de prisonniers russes est installé près de Żelechów. Certains de ces prisonniers réussissent à s'échapper et à se réfugier dans les bois environnants pour organiser un groupe de partisans. Dans le ghetto, l'organisation secrète juive, dirigée par Isaac Weislander rassemble vêtements et nourriture pour ces prisonniers en fuite. Dénoncé par des Polonais, Weislander est capturé et tué et l'organisation secrète juive neutralisée.  
À l'été 1942, les Allemands demandent de plus en plus de main-d'œuvre. Le Judenrat envoie 500 Juifs dans des camps de travaux forcés à Wilga et dans la région de Mińsk Mazowiecki. Peu de temps avant la déportation des Juifs de Żelechów, le responsable du Judenrat, Shalom Finkelstein, les responsables communautaires d'avant-guerre Solomon Goldstein et son frère Davie, ainsi que deux Polonais, un inspecteur de police et un conseiller municipal, suspectés d'activité secrète, sont arrêtés et abattus hors de la ville. 
Le 30 septembre 1942, pendant la fête de Souccot, commence la liquidation du ghetto. Le ghetto est encerclé par des détachements de SS aidés d'unités de support ukrainiennes. Les Juifs reçoivent l'ordre de quitter leur maison et de se regrouper sur la place du marché. Un petit groupe de jeunes Juifs profitant du désordre arrive à s'enfuir et à se réfugier dans les bois. Environ 300 Juifs ayant des difficultés à marcher, des personnes âgées, des enfants, des malades, sont abattus sur place. Les Allemands escortent le reste des Juifs jusqu'à la gare de Sobolew, distante de 20 km, avant de les envoyer par train jusqu'au camp d'extermination de Treblinka. En comptant les personnes qui ont essayé de s'enfuir et qui ont été repris et abattus immédiatement, on estime à environ 800 personnes le nombre de personnes assassinées avant d'atteindre Sobolew. Les Allemands ont formé alors une équipe d'une cinquantaine de Juifs chargée d'enterrer les cadavres des personnes abattues après leur avoir retiré leurs affaires. Une fois leur travail effectué, ils sont ensuite transportés au camp de travail de Wilga, puis dans les environs de Sobolew, où ils sont exécutés. 

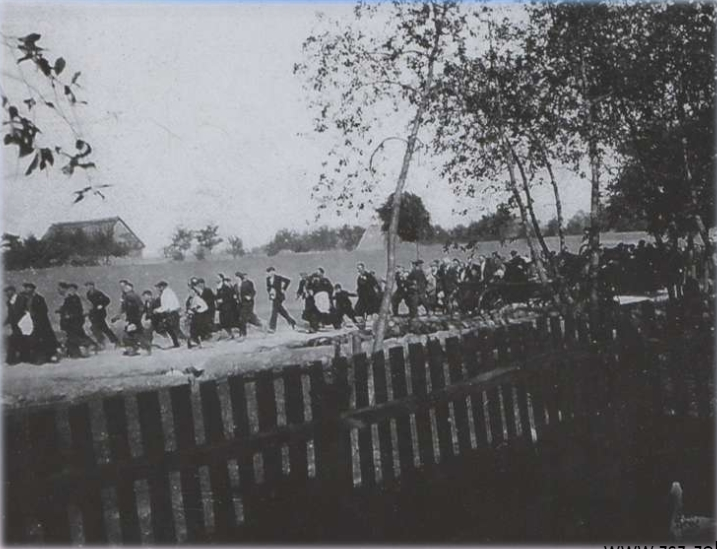
Colonne de Juifs emmenés à la gare de Sobolew lors de la liquidation du ghetto.
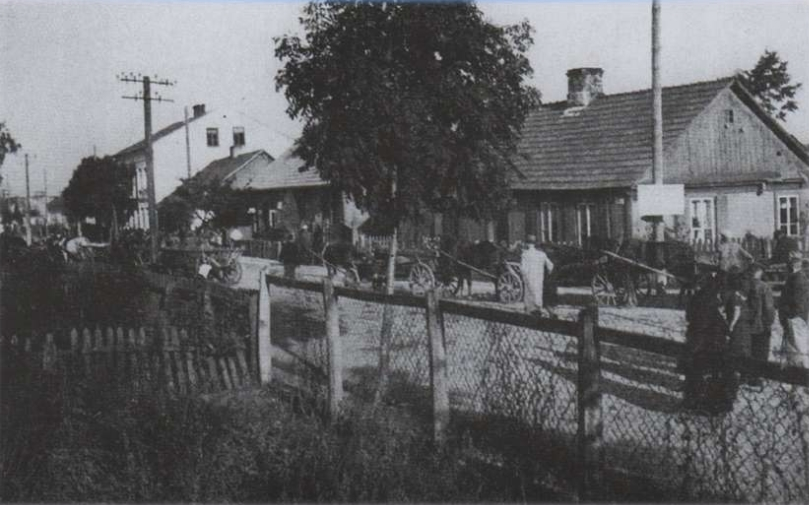
Chariots de paysans réquisitionnées par les Allemands pour le transport de Juifs
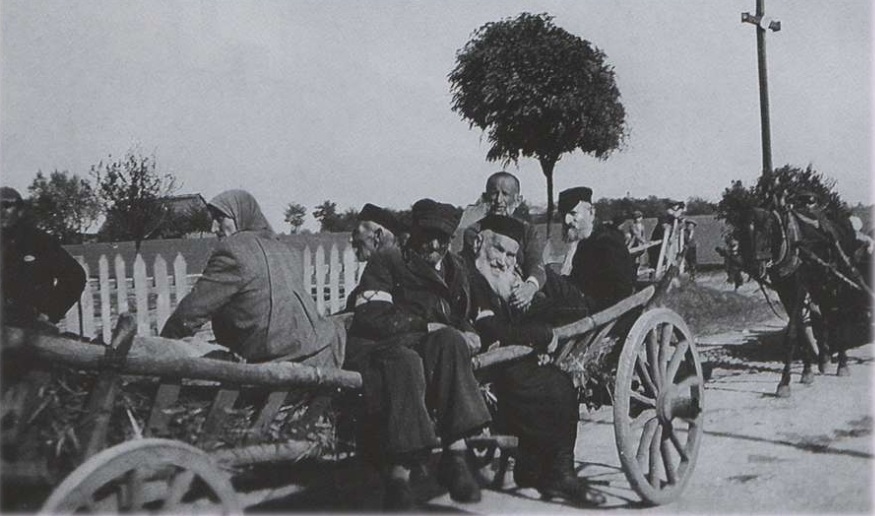
Personnes âgées transportées dans les bois pour être abattues
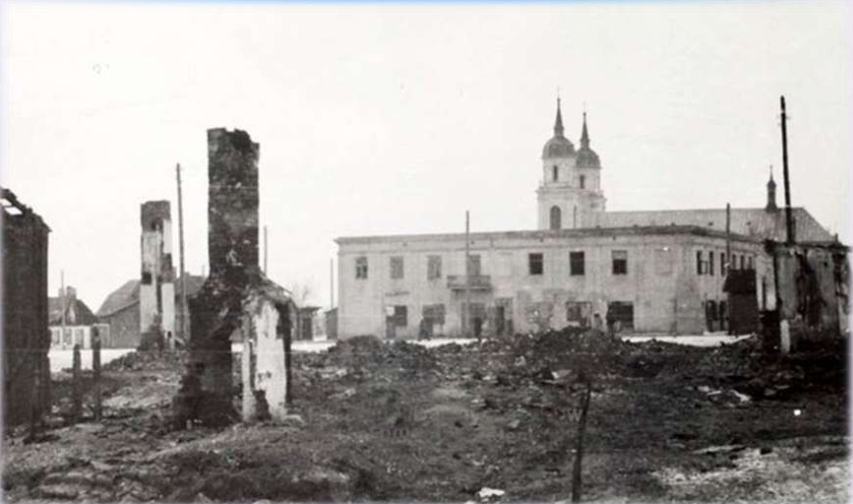
Les ruines du ghetto en 1943

En plus, les Allemands gardent 25 artisans juifs à Żelechów qu'ils emploient dans un atelier situé dans l'ancienne maison d'étude de la communauté. Les membres de ce groupe sont abattus le 28 février 1943 dans le cimetière juif.
Les Juifs, principalement des jeunes, qui réussirent à s'échapper du ghetto ou des camps de travaux forcés, essayèrent de se cacher ou s'engagèrent dans le combat en rejoignant une des unités de partisans polonais ou l'unité juive sous le commandement de Szmuel Olszak  qui opéraient dans la région de Żelechów. 
En 1943, les partisans juifs de la région deviennent plus actifs après avoir reçu des armes parachutées par les soviétiques. Parmi les actions des partisans d'Olszac, on compte une opération pour libérer des prisonniers de guerre soviétiques d'un camp près de Dęblin-Irena, et le minage de trains allemands et des routes autour de Dęblin et Lubartow. Les partisans juifs sont en contact avec les travailleurs forcés des camps de travail de la région. En 1944, Olszac, le commandant de l'unité est tué dans une échauffourée avec les Allemands. Certains partisans juifs rejoignent alors les unités de partisans communistes. D'autres sont tués lors d'affrontement avec les allemands ou avec des unités de partisans polonais antisémites. 
La région est libérée par l'Armée rouge en juillet 1944. Le 10 juillet 1944, quelques jours avant la libération, Wladislaw Sokol, un Polonais, honoré plus tard à titre posthume de Juste parmi les nations, du village de Wilczyska est exécuté par les Allemands pour avoir caché trois femmes juives qui seront abattues en même temps que lui. Auparavant Sokol avait caché les familles Boruchowicz, Wajnberg, et Szyfman.
Après la guerre, la ville sert de camp de transit pour de nombreux survivants de la Shoah. Un Comité juif sous la direction de Moszek Boruchowicz, Szmul Hochgelerter, Chwil Lewinson, Srul Najsteter, Lejb Perel, Majlech Rosenberg, Syma Zysman et Motek Solnicki y est installé. En décembre 1944, il compte 132 membres enregistrés. Le comité décide d'exhumer tous les cadavres des Juifs abattus lors de la liquidation du ghetto et de les enterrer au cimetière juif de la rue Reymonta. Mais au cours des années suivantes, la majorité des Juifs émigre soit en Israël soit aux États-Unis. 

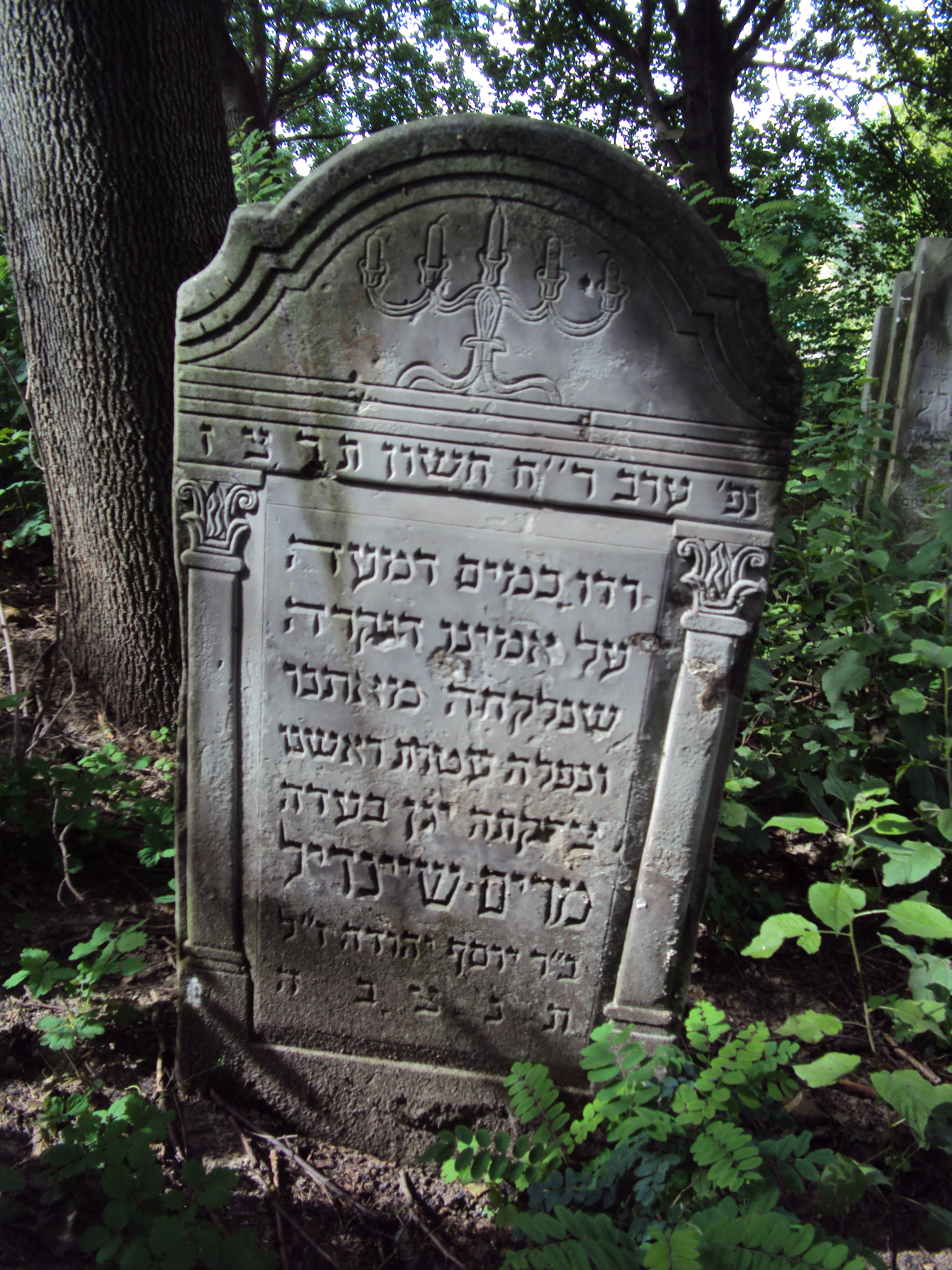
Pierre tombale en yiddish, cimetière juif de Żelechów

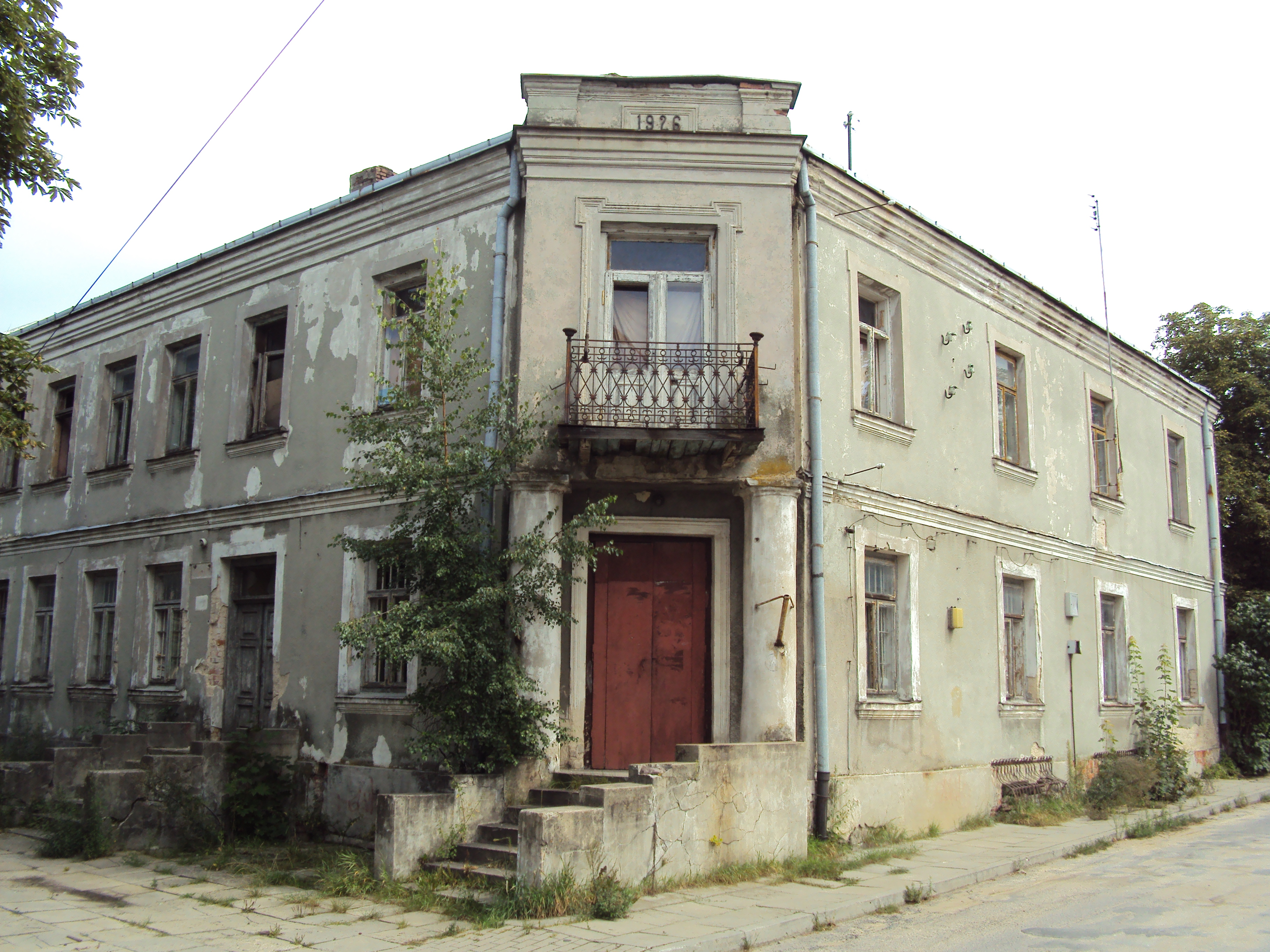
Ancien immeuble de 1926 abandonné, siège de l'Arbeitsamt pendant la Seconde Guerre mondiale

En 1952, une lettre du président du conseil municipal, adressée à l'Institut historique juif indique:

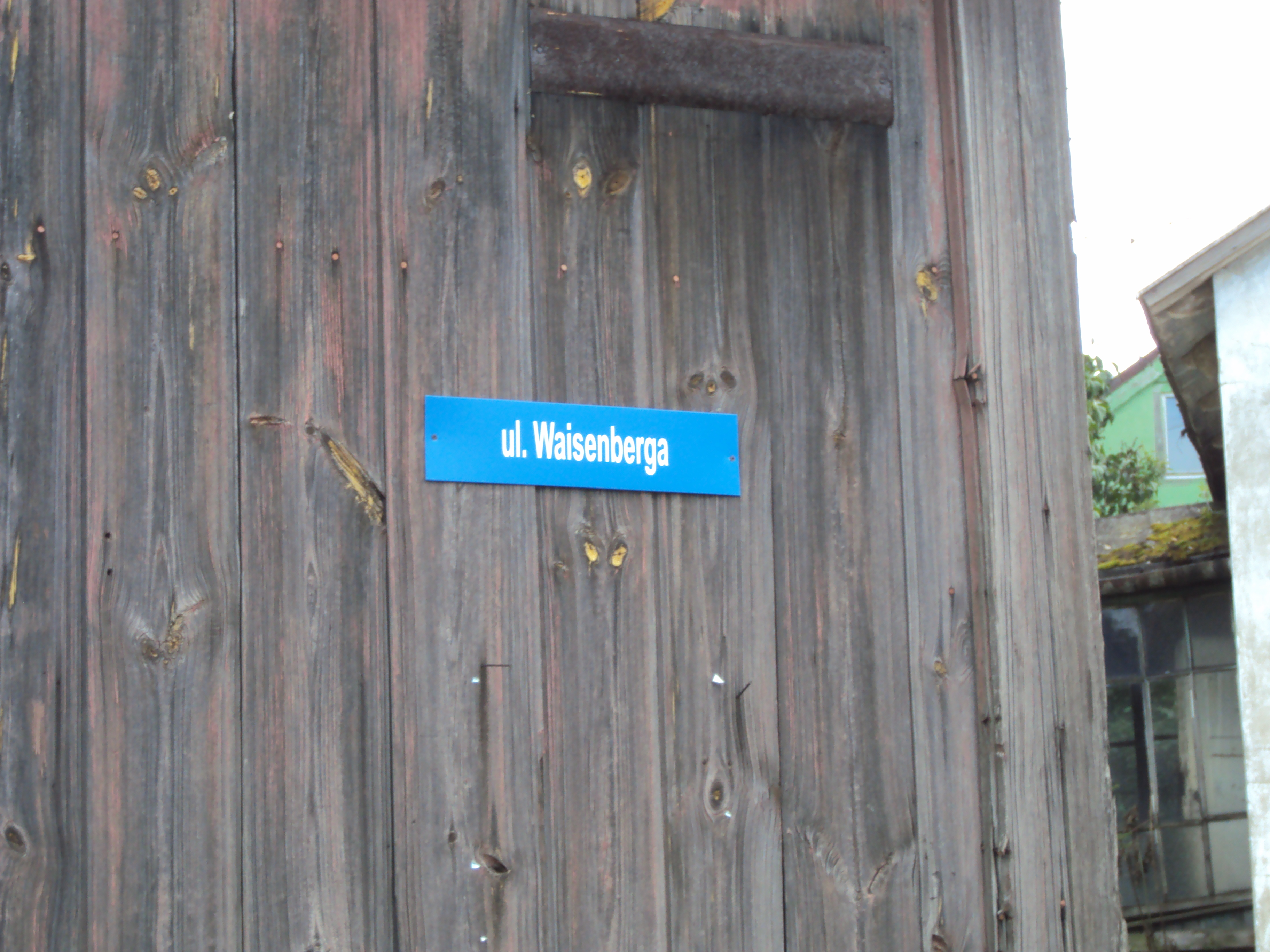
Rue Isaac Weissenberg à Żelechów (Pologne). L'écrivain de langue yiddish naquit à Żelechów, alors un shtetl typique de Pologne.

« 120 personnes juives sont retournées à Żelechów en 1944. Après le retrait de l'armée soviétique, toutes ont quitté la ville en raison des persécutions des groupes de la forêt, et il n'y a actuellement plus de Juifs vivant à Żelechów. »

## Évolution de la population juive
| Population juive à Żelechów      |                        |                 |                      |
| Date                             | Population de Żelechów | Nombre de Juifs | Pourcentage de Juifs |
| 1747                             | ~ 1 400                | ~ 700           | ~ 50,0 %             |
| 1787                             | 2 130                  | 1 505           | 70,6 %               |
| 1821                             | 1 870                  | 984             | 52,6 %               |
| 1827                             | 2 273                  | 1 266           | 55,7 %               |
| 1865                             | 4 419                  | 3 121           | 70,6 %               |
| 1884                             | 6 098                  | 4 103           | 67,3 %               |
| 1889                             | ~ 7 000                | ~ 5 000         | ~ 71,4 %             |
| 1897                             | 7 140                  | 4 930           | 69,0 %               |
| 1913                             | 8 036                  | 5 164           | 64,8 %               |
| 1921                             | 7 143                  | 4 016           | 56,3 %               |
| Avant la Seconde Guerre mondiale | ~ 9 500                | ~ 5 530         | ~ 58,2 %             |
| 1944                             | -                      | 143             | -                    |

## Personnalités juives nées à Żelechów
- Isaac Meir Weissenberg (1878-1938): écrivain polonais de langue yiddish.
- Shalom Zysman (1914-1967): politicien israélien, membre de la Knesset
- Chaim Ankierman (1892-1943): membre de l'Organisation juive de combat, combattant du ghetto de Varsovie
- Jakub Rotbaum (1901-1994): peintre et directeur de théâtre.